# مركز غانا للأمراض المعدية
مركز غانا للأمراض المعدية (الهوسية: Cibiyar Cutar Cututtuka ta Ghana) Ghana Infectious Disease Centre (GIDC) هو مركز تم إنشاؤه لتحسين القدرة التشخيصية والبحثية الطبية في غانا فيما يتعلق بالأمراض المعدية. تم بناء المركز بسبب ظهور جائحة كوفيد-19 في غانا. وتم تسهيل إنشاء المركز من خلال صندوق القطاع الخاص لمكافحة كوفيد-19 في غانا بالتعاون مع القوات المسلحة الغانية في مستشفى بلدية غا إيست في أكرا.
تم أيضا تجديد مستشفى منطقة شاي أوسودوكو القديم وتحويله إلى أحد مراكز الأمراض المعدية في منطقة شاي أوسودوكو في دودوا. تشترك هذه المنطقة في حدودها مع مديرية صحة منطقة شاي أوسودوكو. قام الرئيس نانا أدو دانكوا أكوفو أدو بتفقد المركز في 30 أكتوبر 2020.

## تاريخه
تم إنشاء المركز من نائب الرئيس محمودو بوميا في 24 يوليو 2020. وذكر أنه تم استخدام مبلغ 7.5 مليون دولار أمريكي لإطلاقه. تم تأسيسها لتكون المعهد الوطني الرائد للصحة العامة في غانا.[بحاجة لمصدر]

## التنظيم
وفق لما قاله محمدو بوميا، "تم بناء المنشأة ذات المستوى العالمي التي تضم 100 سرير عبر فريق مكون من 536 رجل وامرأة يعملون على مدار 24 ساعة في اليوم. أشخاص عملوا بلا كلل لبناء المركز في محاولة لدعم الحكومة في مكافحة وإدارة كوفيد-19 في غانا".

## روابط خارجية
- Tashar yanar gizo